# Newsmax
Newsmax je americký web zabývající se zpravodajstvím a komentáři. Založil jej 16. září 1998 Christopher Ruddy a provozuje jej jím založená společnost Newsmax Media. Ideologicky se jedná o konzervativní web, který konkuruje Fox News. Od těch také převzal některé jejich bývalé komentátory, mj. Roba Schmitta a Grega Kellyho.
Vzhledem k svému konzervativnímu zaměření má web názorově blízko k Republikánské straně a její význační politici mu obvykle neopomíjejí  dávat rozhovory. Během prezidentských voleb v roce 2020 měl blízko k názorům obhajujícího prezidenta Donalda Trumpa, a to včetně šíření teorií o údajných volebních podvodech, kvůli kterým tento svoji funkci údajně neobhájil. Později se web za některé konspirace ohledně údajného ovlivnění prezidentských voleb omluvil a svá nařčení odvolal.